# 黃昌胤
黄昌胤（？—1646年），號泰籙，湖廣常德府沅江縣人，明末清初政治人物。

## 生平
崇祯九年（1636年）丙子科湖廣鄉試第九十五名舉人，崇禎十年（1637年），登丁丑科會試第五十八名，廷試三甲第四十五名进士。礼部观政，本年六月授南直当涂知县，十二年應天同考，十三年降调，補浙江按察司炤磨，十四年補德清知縣，十五年升刑部福建司主事，十六年升员外郎。
明亡仕清，順治元年（1644年）七月授任江西道御史，九月巡按陕西，三年正月与泾阳知县张锡蕃坐从反贼孙守法，俱被杀。

## 家族
曾祖黄元吉，荣府典膳；祖黄禾，经历；父黄文炳，吏目。